# Kim Ha-neul
Dans ce nom coréen, le nom de famille, Kim, précède le nom personnel.
Kim Ha-neul, (coréen : 김하늘), née le 21 février 1978 à Séoul, est une actrice et mannequin sud-coréen. Elle est connue pour son rôle dans My Tutor Friend (2003), Too Beautiful Lie (2004) et My Girlfriend Is An Agent (2009).

## Biographie

### Jeunesse et études
Kim Ha-neul a un frère cadet, Kim Woo-joo. Elle a révélé en février 2012 avoir été victime de harcèlement scolaire de l'école élémentaire à l'école secondaire et qu'elle était très solitaire pendant ses années scolaires lorsque les animateurs de télévision Kim Je-dong, Lee Kyung-kyu et Sung Yu-ri lui ont posé la question si elle n'avait réellement pas d'amis célébrités lors de l'émission Healing Camp, Aren't You Happy. Elle a surpris les animateurs lorsqu'elle a supposé qu'elle n'avait tout simplement pas une bonne personnalité. Elle a poursuivi : « Je pense que j'avais juste peur. J'ai été comme ça depuis que j'étais jeune. Chaque fois qu'un nouveau semestre a commencé, je ne pouvais pas engager des conversations. Les seuls amis que j'avais étaient les gens qui me parlait en premier. Je pense que j'avais peur que les gens ne pourraient pas me sourire quand je commençais à leur parler. En y repensant, je me demande pourquoi j'étais comme ça mais j'étais comme ça depuis que j'étais à l'école maternelle. Alors, les gens ont commencé à me méprendre et donc j'ai été victime d'intimidation tout au long de l'école primaire au collège. Lorsque des malentendus surgissent, il faut expliquer afin d'éclaircir ça mais j'ai toujours tout gardé pour moi, ». Elle a étudié le cinéma à l'Institut des arts de Séoul.

### Carrière cinématographique et télévisuelle
Kim Ha-neul a commencé sa carrière en 1996 en se lançant dans le mannequinat pour l'entreprise vestimentaire, Storm. En 1998, elle commence sa carrière d'actrice dans le film Bye June. L'année suivante, elle apparaît dans sa première série télévisée, Happy Together dans le rôle de Jin Soo-ha.

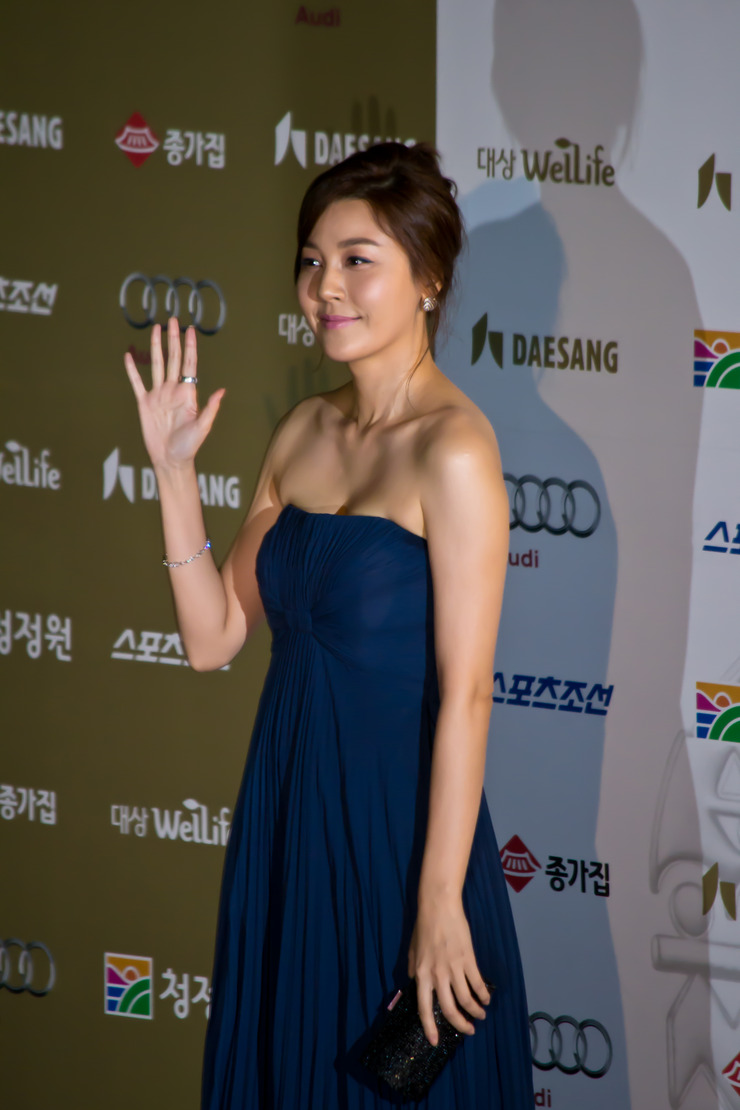
Kim Ha-neul aux Blue Dragon Film Awards en 2011.

Elle joue ensuite dans la comédie romantique à succès My Tutor Friend en 2003 dans le rôle d'une étudiante, Choi Su-wan qui instruit un garçon à problèmes, Kim Ji-hoon, interprété par Kwon Sang-woo. Le scénario du film a été basé sur le roman de Tutoring the Student of the Same Age de Choi Su-wan publié sur internet.
Elle interprète en 2009 le rôle de Ahn Soo-ji, un agent secret qui est en couple avec Lee Jae-joon, un agent international et tous ne savent pas que leur partenaire est agent spécial dans le film My Girlfriend Is An Agent. Elle joue aux côtés de Kang Ji-hwan, son partenaire avec lequel elle a joué dans la série télévisée 90 Days, Time to Love en 2006. Savant l’exigence physique du tournage du film, elle a dû faire trois mois d'apprentissage concernant l'équitation, l'escrime et la motomarine. Elle a dû interrompre ses activités pendant un mois lorsqu'elle s'est blessée en équitation après être tombée d'un cheval. La même année, elle collabore pour la seconde fois avec l'acteur Kwon Sang-woo pour Almost Love depuis la comédie romantique My Tutor Friend réalisé en 2003.
En 2010, elle incarne le rôle de Kim Soo-yeon, une étudiante en médecine déchirée entre deux hommes dans la série télévisée Road No. 1. Elle entame sa première collaboration avec So Ji-sub en tant qu'acteurs après avoir travaillé ensemble sur un tournage professionnel pour la marque de mode Sorm en 1997. Pour la préparation du tournage, elle a dû suivre une formation militaire.
Kim Ha-neul joue en 2011 le rôle de Min Soo-ah, une femme souffrant d'une déficience visuelle et qui est traquée par un tueur en série dans le thriller Blind avec Yoo Seung-ho. Pendant un mois, elle a rencontré des aveugles pendant un mois et a étudié le rôle de Audrey Hepburn dans le film Seule dans la nuit et le rôle de Al Pacino dans le film Le Temps d'un week-end. Elle a également déclaré que pendant le tournage du film qu'elle a souffert d'un trouble de panique et qu'elle a failli perdre la vue à la suite d'un accident qui est survenu sur le plateau. Elle remporte les prix de la meilleure actrice lors des Blue Dragon Film Awards et des Grand Bell Awards,. La même année, elle incarne le rôle de Ji Eun-yi, une jeune femme qui accueille chez elle un jeune homme blessé, Momo, interprété par Jang Geun-suk et qui accepte que l'héberger à condition qu'il devient son animal domestique dans le film You're My Pet, basé sur le manga Kimi wa pet de Yayoi Ogawa.
Elle incarne le rôle de Seo Yi-soo, amour du playboy, Kim Do-jin en compagnie de l'acteur Jang Dong-gun dans la série télévisée A Gentleman's Dignity en 2012.
Le 3 décembre 2013, elle renouvelle son contrat avec son agence SM C&C, n'hésitant pas à refuser d’autres propositions de la part de plusieurs compagnies lorsque son contrat avec son agence SM C&C a expiré.
En avril 2014, Kim Ha-neul est élue ambassadrice du festival du film vert de Séoul pour la onzième édition du festival en compagnie de l'acteur Kim So-eun. Elle participe en août 2014 au tournage dans la cathédrale de Myeongdong où elle y figure parmi trente-six célébrités sud-coréennes tels que Ahn Sung-ki, Bada, Park Seung-hi, Kim Woo-bin et Kim Tae-hee pour la chanson Koinonia, écrit par Noh Young-shim. Le clip a été réalisé par Cha Eun-taek, réalisateur du clip Hangover du chanteur PSY et produit par Won Dong-yeon pour la venue du Pape François en Corée du Sud,.

## Filmographie

### Cinéma
- 1998 : Bye June (바이 준) de Choi Ho : Chae-young
- 1999 : Doctor K (닥터 K) de Kwak Kyung-taek : Oh Sae-yeon
- 2000 : Ditto de Kim Jeong-gwon (동감) de Kim Jeong-gwon : Yoon So-eun
- 2003 : My Tutor Friend (동갑내기 과외하기) de Kim Kyeong-hyeong : Choi Su-wan
- 2004 : Ice Rain (빙우) de Kim Eun-seok : Kim Kyung-min
- 2004 : Too Beautiful to Lie (그녀를 믿지 마세요) de Bae Hyeong-jun : Joo Yeong-ju
- 2004 : Dead Friend (령) de Kim Tae-gyeong : Min Ji-won
- 2006 : Almost Love (청춘만화) de Lee Han : Jin Dal-rae
- 2008 : Lovers of Six Years (6년째 연애중) de Park Hyun-jin : Lee Da-jin
- 2009 : My Girlfriend Is An Agent (7급 공무원) de Shin Tae-ra : Ahn Soo-ji
- 2011 : Blind (블라인드) de Ahn Sang-hoon : Min Soo-ah
- 2011 : You're My Pet (너는 펫) de Kim Byeong-kon : Ji Eun-yi
- 2015 : Don't Forget Me (나를 잊지 말아요) de Lee Yoon-jung : Jin-young
- 2016 : Making Family (메이킹 패밀리) de Jo Jin-mo : Go Mi-yeon
- 2017 : Misbehavior (여교사) de Kim Tae-yong : Park Hyo-joo
- 2017 : Chien sauvage (Savage Dog) de Jesse V. Johnson : Femme de Steiner
- 2017 : Along With the Gods : Les Deux Mondes (신과함께-죄와 벌) de Kim Yong-hwa : le Dieu de l'enfer de la trahison

### Télévision

#### Séries télévisées
- 1999 : Happy Together (해피 투게더) : Jin Soo-ha
- 1999 : Into the Sunlight (햇빛속으로) : Kang Soo-bin
- 2000 : Secret (비밀) : Lee Hee-jung
- 2001 : Piano (피아노) : Lee Soo-ah
- 2002 : Romance (로망스) : Kim Chae-won
- 2004 : Stained Glass (유리화) : Shin Ji-soo
- 2006 : 90 Days, Time to Love (90일, 사랑할 시간) : Go Mi-yeon
- 2008 : On Air (온에어) : Oh Seung-ah
- 2010 : Road No. 1 (로드 넘버원) : Kim Soo-yeon
- 2012 : A Gentleman's Dignity (신사의 품격) : Seo Yi-soo
- 2016 : On the Way to the Airport (공항가는 길) : Choi Soo-ah
- 2019 : The Wind Blows (바람이 분다) : Lee Soo-jin
- 2020 : 18 Again (18 어게인) : Jung Da-jung
- 2022 : Kill heel (킬힐) : Woo Hyun[16]
- 2024 : Nothing Uncovered (멱살 한번 잡힙시다) : Seo Jeong-won[17]
- 2024 : Red Swan (화인가 스캔들) : Oh Wan-soo[18]

#### Téléfilms
- 2009 : Paradiso (파라다이스) de Lee Jang-soo : Mi-kyeong

## Musique
- Enregistrements :

- Kim Ha-neul collabore en 2011 avec le chanteur sud-coréen Yang Jung-seung (Kiroy Y) pour l’interprétation du single Stars in the Night Sky (양정승 - 밤하늘의 별을)
- Musique de films et de séries télévisées

- Kim Ha-neul chante en 2008 une des chansons de la bande-originale de la série On Air, Sky Love
- En 2011, elle chante la chanson Good et collabore avec l'acteur sud-coréen Jang Geun-suk pour les chansons You're My Pet et Only Look at You pour l'OST du film You're My Pet.
- Clips musicaux :

- Kim Ha-neul apparaît en compagnie de l'acteur Lee Byung-hun en 1998 dans le clip To Heaven (투 헤븐) du chanteur sud-coréen Jo Sungmo.
- En 2002, on la retrouve le clip Last Promise (마지막 약속) du chanteur The Position (Lim Jae-wook).
- Elle tourne en 2009 pour la deuxième fois dans un clip de Jo Sungmo, I Was Happy (행복했었다).

## Distinctions
Cette section récapitule les principales récompenses et nominations obtenues par Kim Ha-neul. Pour une liste plus complète, se référer à l'Internet Movie Database.
| Année | Cérémonie                     | Pays                       | Résultat | Prix                                                     | Film                             |
| ----- | ----------------------------- | -------------------------- | -------- | -------------------------------------------------------- | -------------------------------- |
| 2001  | SBS Drama Awards              | Drapeau de la Corée du Sud | Remporté | Prix de popularité                                       | Piano (2001)                     |
| 2002  | MBC Drama Awards              | Drapeau de la Corée du Sud | Remporté | Top prix d'excellence, actrice                           | Romance (2002)                   |
| 2003  | 39e Baeksang Arts Awards      | Drapeau de la Corée du Sud | Remporté | L'actrice la plus populaire                              | My Tutor Friend (2003)           |
| 2004  | 40e Baeksang Arts Awards      | Drapeau de la Corée du Sud | Remporté | Meilleure actrice                                        | Too Beautiful to Lie (2004)      |
| 2004  | 25e Blue Dragon Film Awards   | Drapeau de la Corée du Sud | Proposé  | Meilleure actrice                                        | Too Beautiful to Lie (2004)      |
| 2008  | Korea Fashion & Design Awards | Drapeau de la Corée du Sud | Remporté | La mieux habillée                                        |                                  |
| 2008  | 29e Blue Dragon Film Awards   | Drapeau de la Corée du Sud | Remporté | Prix de la star populaire                                | Lovers of Six Years (2008)       |
| 2008  | 2e Korea Drama Awards         | Drapeau de la Corée du Sud | Remporté | Top prix d'excellence, actrice                           | On Air (2008)                    |
| 2008  | SBS Drama Awards              | Drapeau de la Corée du Sud | Remporté | Top 10 des stars                                         | On Air (2008)                    |
| 2008  | SBS Drama Awards              | Drapeau de la Corée du Sud | Remporté | Top prix d'excellence, actrice                           | On Air (2008)                    |
| 2009  | 30e Blue Dragon Film Awards   | Drapeau de la Corée du Sud | Proposé  | Meilleure actrice                                        | My Girlfriend Is An Agent (2009) |
| 2011  | 48e Grand Bell Awards         | Drapeau de la Corée du Sud | Remporté | Meilleure actrice                                        | Blind (2011)                     |
| 2011  | 32e Blue Dragon Film Awards   | Drapeau de la Corée du Sud | Remporté | Meilleure actrice                                        | Blind (2011)                     |
| 2012  | 1re K-Drama Star Awards       | Drapeau de la Corée du Sud | Proposé  | Prix d'excellence, actrice                               | A Gentleman's Dignity (2012)     |
| 2012  | SBS Drama Awards              | Drapeau de la Corée du Sud | Remporté | Top 10 des stars                                         | A Gentleman's Dignity (2012)     |
| 2012  | SBS Drama Awards              | Drapeau de la Corée du Sud | Remporté | Prix de popularité                                       | A Gentleman's Dignity (2012)     |
| 2012  | SBS Drama Awards              | Drapeau de la Corée du Sud | Remporté | Top prix d'excellence, actrice dans un drama du week-end | A Gentleman's Dignity (2012)     |
| 2016  | KBS Drama Awards              | Drapeau de la Corée du Sud | Remporté | Top prix d'excellence, actrice                           | On the Way to the Airport (2016) |
| 2016  | KBS Drama Awards              | Drapeau de la Corée du Sud | Proposé  | Prix d'excellence, actrice dans une mini-série           | On the Way to the Airport (2016) |
| 2016  | KBS Drama Awards              | Drapeau de la Corée du Sud | Remporté | Prix du meilleur couple (avec Lee Sang-yoon)             | On the Way to the Airport (2016) |
| 2017  | 53e Baeksang Arts Awards      | Drapeau de la Corée du Sud | Proposé  | Meilleur actrice (TV)                                    | On the Way to the Airport (2016) |
| 2017  | 53e Baeksang Arts Awards      | Drapeau de la Corée du Sud | Remporté | InStyle Fashion Award                                    |                                  |
| 2017  | 22e Chunsa Film Art Awards    | Drapeau de la Corée du Sud | Proposé  | Meilleure actrice                                        | Misbehavior (2016)               |
| 2017  | 26e Buil Film Awards          | Drapeau de la Corée du Sud | Proposé  | Meilleure actrice                                        | Misbehavior (2016)               |
| 2019  | 12e Korea Drama Awards        | Drapeau de la Corée du Sud | Proposé  | Top Prix d'excellence, actrice                           | The Wind Blows (2019)            |

- Pour A Gentleman's Dignity, elle a eu 1 proposition de récompenses et en a remporté 3.
- Pour Blind, elle a eu 0 propositions de récompenses et en a remporté 2.